# Magyar ENSZ Társaság
A Magyar ENSZ Társaság mozgalom az Egyesült Nemzetek Szervezete támogatására. Az ENSZ Társaságok Világszövetségének (WFUNA) magyar tagszervezete.

## Leírása
Az ENSZ alapokmányának (kezdő szavai: „Mi a népek”) ösztönzésére – egy évvel az ENSZ létrejötte után – 1946-ban alapították a ma több mint 100 nemzeti tagot számláló ENSZ Társaságok Világszövetségét (WFUNA). A WFUNA vezetőinek a kezdeményezésére alakult meg a Magyar ENSZ Társaság (MENSZT) 1947-ben, amelynek kizárólagos rendeltetése az ENSZ Alapokmányába foglalt célok és értékek megvalósításának előmozdítása, illetőleg a világszervezet tevékenységének népszerűsítése és támogatása. A Társaság az egyetlen olyan hazai (közhasznú) társadalmi szervezet, amely az ENSZ keretei közötti sokoldalú (politikai, gazdasági, környezetvédelmi, szociális, tudományos, kulturális, humanitárius stb.) együttműködést ösztönzi, társadalmi eszközökkel (kiadványok, előadások, szemináriumok, szakértői konferenciák) segíti és népszerűsíti.

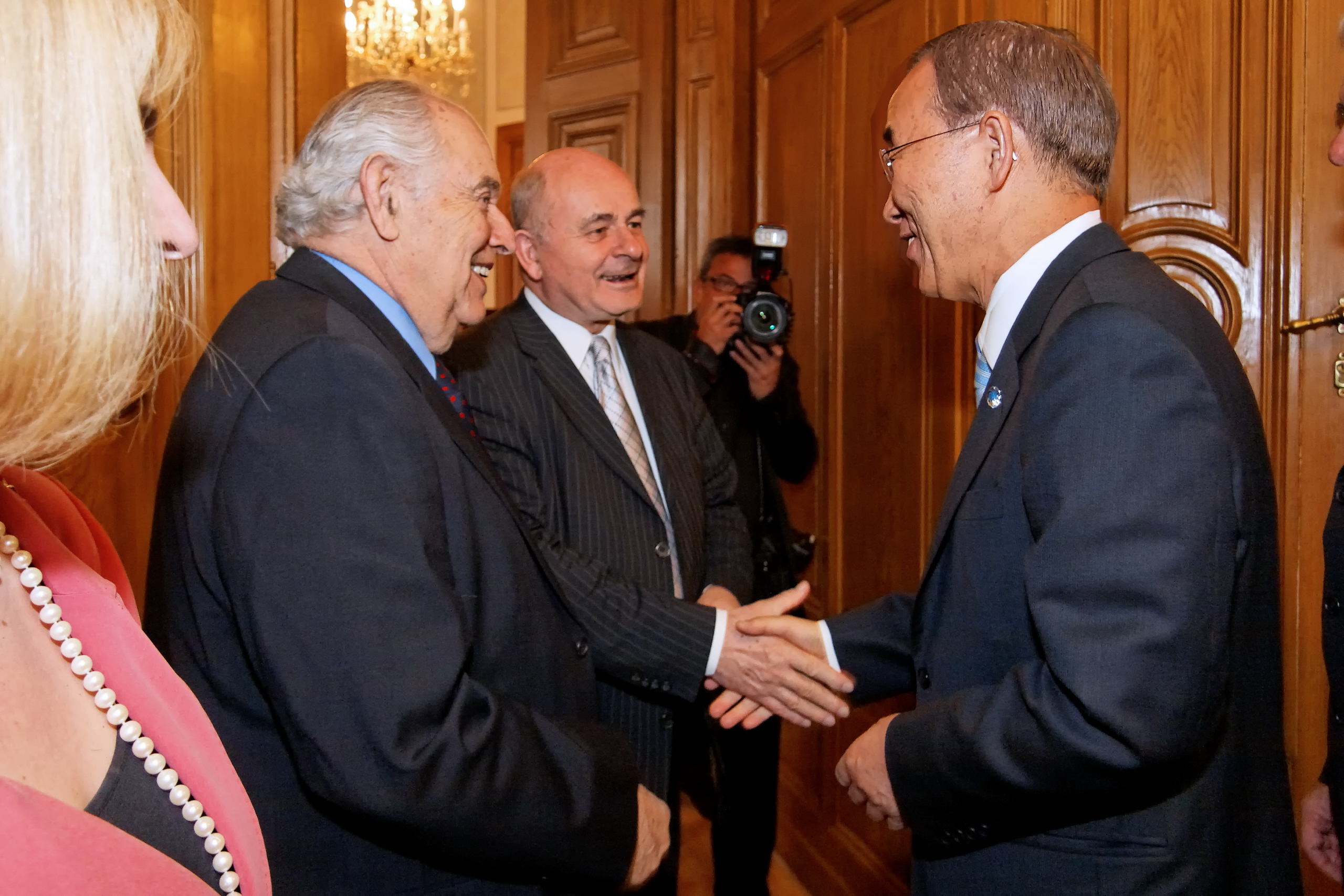

A MENSZT nemzetközi tevékenységet is folytató országos egyesület (önálló társadalmi szervezet), ugyanakkor integráns része az ENSZ Társaságok Világszövetségének (WFUNA - World Federation of United Nations Associations), nemzetközi tevékenységét elsősorban ezen keresztül fejti ki.
A MENSZT eszmei irányvonalát önálló szervezetként alakítja ki. Ennek meghatározásában azonban szerepe van annak, hogy integráns része az Egyesült Nemzeteket támogató nemzetközi társadalmi mozgalomnak, tagja a WFUNÁ-nak, amelynek az ENSZ Gazdasági és Szociális Tanácsánál I. kategóriájú konzultatív státusa van. A WFUNA sokban hasonlít más nem kormányközi szervezetekhez, de több sajátos vonása is van. A legfontosabb az, hogy "létezésének jogalapja" az ENSZ-hez kapcsolódik. Ezt tükrözi az is, hogy az ENSZ Közgyűlés 41. ülésszaka A41/680 sz. határozata felkéri a tagállamokat, hogy a nemzeti ENSZ-társaságok anyagi és erkölcsi támogatásával erősítsék a Világszövetséget, így is járulnak hozzá az ENSZ-tagsággal járó feladataik végrehajtásához. (A határozat az egyetlen, amelyet az ENSZ Közgyűlése nemzetközi nem kormányközi szervezetről valaha is hozott.) A WFUNA tagszervezeteként, a MENSZT a WFUNA Alapokmányának megfelelő szellemben munkálkodik, és azt tevékenységében irányadónak tekinti.
A MENSZT közvetlen politikai tevékenységet nem folytat. Pártoktól független, azoknak anyagi támogatást nem nyújt, azoktól anyagi támogatást nem kap.

## A társaság céljai és tevékenysége

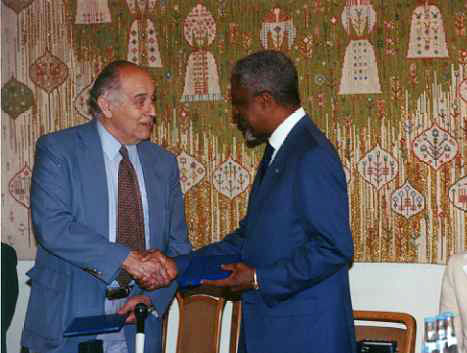
Simai Mihály és Kofi Annan

Hiteles, széles körű információ szolgáltatás a globális kihívásokról és az ENSZ szerepéről a XXI. században.
- Tájékoztatás: ENSZ dokumentumok, ENSZ-szel és tevékenységével foglalkozó könyvek kiadása magyarul, illetve angol nyelvű publikációk terjesztése;
- Az ENSZ alapokmányának céljaival és az ENSZ-rendszer tevékenységével kapcsolatos kutatás, tájékoztatás és oktatás támogatása;
- Tudományos konferenciák, szimpóziumok az ENSZ keretében történő nemzetközi együttműködésről;
- Az ENSZ-rendszer tevékenységéhez kapcsolódó szaktanácsadás;
- Ifjúsági programok nemzetközi kérdésekről, szakdolgozati konzultáció, ENSZ-Akadémia, modell ENSZ-ülések stb;
- ENSZ-jelentések hazai (sajtó)bemutatója (éves kábítószer-jelentés, világnépesedés helyzete, külföldi tőkebefektetések stb.)
- A tematikus társadalmi bizottságok, illetve testületek nyilvános tanácskozásai az ENSZ napirendjén szereplő főbb kérdésekről (klímaváltozás, környezetvédelem, emberi jogok, kábítószer, terrorizmus, békefenntartás, munkanélküliség és szegénység stb);
- Együttműködés olyan (kormányzati és nem kormányzati) szervezetekkel, amelyek céljai között szerepel az ENSZ és fejlődésének támogatása;
- Magyarország nemzetközi törekvéseinek támogatása az ENSZ-ben és más nemzetközi szervezetekben.
- A volt magyar ENSZ-tisztviselők és -szakértők hazai érdekvédelme;
- Programok ENSZ-emléknapokon, megemlékezés ENSZ-hetekről, -évekről;
- Szoros együttműködés a nemzeti ENSZ-társaságokkal elsősorban az ENSZ Társaságok Világszövetsége (WFUNA) és az európai ENSZ-társaságok együttműködési fóruma (UNA Europe Network) keretében.

### Szervezet, ifjúsági csoportok
A Társaság keretei között több társadalmi bizottság, illetve testület működik, mint például: a Környezetvédelmi és Fejlesztési Tanács; az Emberi Jogi, Kisebbségi és Menekültügyi Tanács; a Volt ENSZ Tisztviselők és Szakértők Tanácsa; az Egészségügyi és Népesedési Tanács; a Kábítószer-ellenes, a Leszerelési és Békefenntartási, valamint a Nemzetközi Fejlesztési Együttműködési munkacsoportok.
A felsorolt testületek mellett a Társaságnak több vidéki (egyetemi) városban helyi csoportjai is működnek, a Társaság e városokban is szervez programokat.
Az ifjúság körében (egyetemi és főiskolai hallgatók, középiskolások) megnőtt a nemzetközi kérdések iránti érdeklődés. A Társaság konzultációt biztosít számukra. Több évtizedes hagyomány, hogy modellezik az ENSZ munkáját. Önállóan, de a Társasággal szorosan együttműködik ifjúsági szervezete az International Diplomatic Student Association (IDSA), amely évente rendez nemzetközi ENSZ Modell konferenciát. Hasonló programokat szerveznek például a Szegedi Tudományegyetemen, a budapesti Eötvös József Gimnáziumban és a Karinthy Frigyes Gimnáziumban.

### ENSZ-Akadémia
Az ENSZ-AKADÉMIA a Magyar ENSZ Társaság egyik nagy sikerű programja, amely több héten át tartó – az ENSZ napirendjén szereplő fontos problémákat tárgyaló - előadássorozatból áll. Célja olyan ismeretek nyújtása, amelyek elengedhetetlenek mindazok számára, akik a mai nemzetközi viszonyok bonyolult világában el akarnak igazodni. Rendszerint heti egy alkalommal, a délutáni órákban van előadás és konzultáció kiemelkedő hazai és külföldi szakemberek vezetésével. Az előadásokat rendszeresen látogatók angol és magyar nyelvű oklevelet kapnak. Az előadások anyagát a Társaság kötetben jelenteti meg. Az eddigi rendezvényeknek több száz résztvevője – elsősorban egyetemisták és főiskolások – volt.
Az „ENSZ-AKADÉMIA 1993” témái voltak béke és biztonság, békefenntartás, emberi jogok, környezetvédelem, egészségügy stb. A„z ENSZ-család és Magyarország” azzal ismertette meg a hallgatókat, hogy Magyarország az ENSZ-család szervezeteiben milyen kötelezettségeket vállalt, mit kapott tőlük, s milyen tevékenységet fejtett ki az adott szervezetekben (1997). A nyitó és záró konferenciából, valamint 10 előadásból álló harmadik sorozat (2004-2005) témája „A nemzetközi fejlesztési együttműködés a XXI. században” volt. „Globális kihívások, Millenniumi Fejlesztési Célok és Magyarország” volt a tárgya a negyedik sorozatnak (2008.
2010 decemberétől kezdődően a Társaság új formában folytatja a nagy érdeklődést kiváltó ENSZ-Akadémia sorozatát. Egyetemekkel együttműködve egynapos „Mobil ENSZ-Akadémiát” szervez. Az eddigi helyszínek: Budapesti Corvinus Egyetem (2010), Szegedi Tudományegyetem (2011), Széchenyi István Egyetem (2011), Pécsi Tudományegyetem (2011), Debreceni Egyetem (2012) és a Kaposvári Egyetem (2014).

### Szuperkoncert az emberi jogokért
A Társaság tevékenységének középpontjában az ENSZ napirendjén is szereplő globális kérdések szerepelnek. Ezek között is kiemelkedő szerepe van az emberi jogoknak. Az 1970-es évek eleje óta a Társaság minden évben valamilyen formában megemlékezik az emberi jogok napjáról (december 10.). A Társaság alapította meg Magyarországon az első emberi jogi bizottságot 1988-ban amelynek kezdetben társelnökei voltak Herczegh Géza, az MTA rendes tagja és Dr. Nagy Gyula evangélikus püspök. Nagy tömegeket mozgatott meg az az emberi jogi koncert (Emberi jogok ma) Budapesten, amely része volt a világ 16 országát felölelő, 25 koncertből álló sorozatnak, amelyet az Amnesty International kezdeményezett és szervezett az Emberi Jogok Egyetemes Nyilatkozata elfogadásának 40. évfordulója alkalmából, 1988-ban. A vállalkozást az ENSZ is támogatta. A magyarországi koncert védnöke a Magyar ENSZ Társaság volt. Szeptember 6-án a Népstadionban 81 ezer fizető néző hallgathatta délután 6-tól éjjel fél kettőig a világsztárokat. Bruce Springsteen és az E-street Band, Peter Gabriel, Sting, Tracy Chapman, Youssou N’Dour, valamint Bródy János és Hobo Blues Band váltották egymást a színpadon.
A koncert kapcsán a Társaság meghívására Budapestre látogatott az Amnesty International főtitkára, Ian Martin, akit fogadott a belügyminiszter és a külügyi államtitkár is, megbeszéléseket folytatott a Társaság vezetőivel a lehetséges együttműködésről. Az Amnesty főtitkárnak ez volt az első útja a „szocialista blokkba”.

### Kiadványai
- Az Egyesült Nemzetek Alapokmánya és a Nemzetközi Bíróság Alapszabálya (1981, 1987, 1993, 2008);
- Az Emberi Jogok Egyetemes Nyilatkozat (1985, 1988, 2008);
- Az Emberi Jogok Nemzetközi Törvénye (1994, 2008);
- Az ENSZ-ről röviden (1990);
- Az ENSZ tevékenységének fókuszában (1989);
- Egyezmény a gyermek jogairól;(UNICEF MNB kiadványa);
- Fegyverkezés és leszerelés (1990);
- 25 év az ENSZ-ben (1982);
- Az ENSZ napjainkban (Kossuth kiadóval közösen) (1985);
- Hazánk és az ENSZ (1985);
- Az Egyesült Nemzetek egy jobb világért (1987);
- Az emberi jogok ma Magyarországon (1989);
- Koalíció az ENSZ támogatására (1989);
- Dr. Antall József miniszterelnök beszéde az ENSZ Közgyűlés 46. ülésszakán (1991);
- Alapvető tények az Egyesült Nemzetekről (1991);
- Egyezmény a nőkkel szemben alkalmazott hátrányos megkülönböztetések (diszkrimináció) minden formájának kiküszöböléséről; (Magyar Nők Szövetségével közösen) (1991);
- Környezet és fejlesztés (1992);
- A Magyar ENSZ Társaság alapszabálya (1989);
- Az ENSZ és a demokrácia (1992);
- Boutros Boutros-Ghali: Békeprogram (1992);
- ENSZ-Akadémia – 1993;
- A riói konferencia és a teendők utána (1993);
- Az 50 éves ENSZ, A világszervezet jelentős eredményei 50 pontban (1995);
- Boutros Boutros-Ghali: Fejlesztési program (1995);
- Tisovszky János: Az ENSZ és a békefenntartás (1997);
- Kép és valóság, Kérdések és válaszok az ENSZ-ről (1997);
- Az ENSZ-család és Magyarország (ENSZ-akadémia, 1997);
- A Magyar ENSZ Társaság alapszabálya (1998);
- Alapvető tények az ENSZ-ről (2000);
- Kofi A. Annan, az ENSZ főtitkára: ’Mi a népek’ –az ENSZ szerepe a 21. században (2000);
- ENSZ Millenniumi Nyilatkozat (2000);
- Millenniumi Fejlesztési Célok (2000);
- Az ENSZ és a NATO (2002);
- Az ENSZ és az EU együttműködése (2003);
- Nemzetközi fejlesztési együttműködés a XXI. században (2005, HUNIDA kht-val közösen);
- The Future of Development Policies and Changing Priorities: Africa (2006, HUNIDA kht-val közösen);
- A forradalom és a magyar kérdés az ENSZ-ben, 1956-1963 (Szerkesztette: Békés Csaba és Kecskés D. Gusztáv) (2006);
- A világnépesedés helyzete (2003,2004,2005,2006,2007, 2008) (sajtó-összefoglalók);
- Racz, Barnabas: Hungary and the United Nations 1956 – 1962: A Legal and Political Analysis (2007);
- Globális kihívások, Millenniumi Fejlesztési Célok és Magyarország (2008);
- Alapvető tények az ENSZ-ről (2013);
- A kisebbségek jövője a globalizálódó világban (2016)

## Tagság
A MENSZT-nek bárki tagja lehet,akinek a jelentkezését a társaság elfogadja. A Társaságnak a Fővárosi Törvényszék 16.Pk.60312/1989/18-as sorszámon 2021. július 8-án kelt végzése alapján új vezető tisztségviselője van 2026. április 28-ai időtartamig: Bogyay Katalin Annamária (elnök).

## A Magyar ENSZ Társaság vezetői

### A Magyar ENSZ Társaság elnöksége
| NÉV            | MUNKAHELY, BEOSZTÁS | MENSZT TISZTSÉG | EGYÉB TISZTSÉGEK |
| -------------- | --- | --------------- | ---------------- |
| Bogyay Katalin | nagykövet, író, Magyarország 15. állandó ENSZ képviselője (2014-2020); az UNESCO 36. Közgyűlésének elnöke (2011-2013); Magyarország korábbi állandó UNESCO képviselője (2009-2014), Women4Diplomacy alapítója | elnök           |                  |
| Erdős André    | ny. nagykövet, volt állandó ENSZ-képviselő | alelnök         |                  |

### További tagok
Apáti Zoltán, dandártábornok, HVK, Kiképzési és Oktatási Csoportfőnökség
Dr. Gál Péter, egyetemi tanár, Budapesti Corvinus Egyetem
Dr. Koller Boglárka, a Nemzeti Közszolgálati Egyetem Nemzetközi rektorhelyettese
Dr. Lakatos István, nagykövet, emberi és kisebbségi jogi szakértő
Dr. Lamm Vanda, jogtudós, a Magyar Tudományos Akadémia alelnöke
Dr. Lovászy László, ENSZ emberi jogi szakértő, korábbi Európai Parlamenti tanácsadó, a Nemzeti Közszolgálati Egyetem tudományos főmunkatársa, MENSZT főtitkár 2021 szeptemberéig
Dr. Lukács Eszter, a Széchenyi István Egyetem elnökhelyettese
Dr. Simai Mihály, professzor emeritus, Széchenyi-díjas akadémikus
Dr. Szalai Anikó, nemzetközi jogász, a Szegedi Tudományegyetem Állam- és Jogtudományi Kar Nemzetközi és Regionális Tanulmányok Intézet vezetője

### Magyar ENSZ Társaság titkársága (feltöltés alatt)
Ügyvéd: Dr. Gortvay István